# Gimeaux
Gimeaux ist eine französische Gemeinde mit 388 Einwohnern (Stand 1. Januar 2022) im Département Puy-de-Dôme in der Region Auvergne-Rhône-Alpes (vor 2016 Auvergne). Sie gehört zum Arrondissement Riom und zum Kanton Saint-Georges-de-Mons (bis 2015 Combronde).

## Geographie
Gimeaux liegt etwa neun Kilometer nordnordwestlich von Riom und etwa 24 Kilometer nördlich von Clermont-Ferrand am Bach Ruisseau des Fourneaux, im Süden des Gemeindegebietes verläuft das Flüsschen Chambaron. Umgeben wird Gimeaux von den Nachbargemeinden Beauregard-Vendon im Norden und Nordosten, Davayat im Osten, Yssac-la-Tourette im Süden, Prompsat im Westen sowie Teilhède im Nordwesten.

## Bevölkerungsentwicklung
| Jahr                       | 1962 | 1968 | 1975 | 1982 | 1990 | 1999 | 2006 | 2013 |
| Einwohner                  | 307  | 279  | 277  | 282  | 318  | 318  | 383  | 401  |
| Quellen: Cassini und INSEE |      |      |      |      |      |      |      |      |

## Sehenswürdigkeiten
- Kirche
- Kapelle Saint-Nicolas aus dem 12. Jahrhundert
- Schloss Montaclier aus dem 19. Jahrhundert